# Milan Princ
Milan Princ (* 1. června 1958 Písek) je český performer, autor hudebních textů a básniček.

## Tvorba
Je znám především svými texty pro Romana Dragouna (alba Roman Dragoun Projekt 2021, Samota 2016, "Piano" 2012, Otlučená srdce 2009, Slunci blíž 2000, Stín mý krve 1995), skupiny Futurum, T4 (album Pár tónů a slov 2005), Primátor Dittrich. Dále psal také pro Anetu Langerovou, Vlastu Horvátha, Oldu Krejčovese, Helenu Vondráčkovou, Michala Kubelku, Žalmana či skupiny Primátor Dittrich, Harlem, Bílá nemoc, Šutr, Dormozvon, Terezu Černochovou (jednu skladbu na albu Škrábnutí, 2015) Model a Metelice.
Byl členem art-rockové skupiny Primátor Dittrich, která po letech obnovila svou činnost. V roce 2013 vydal své autorsko-interpretační album s názvem Tabula rasa, na kterém se podílela celá řada špičkových rockových i jazzových hudebníků: Roman Dragoun, Olda Krejčoves, Tritonus Priest, Bílá nemoc, Primátor Dittrich, Filip Benešovský, Michal Pavlíček, Maťo Ivan, Miloš Meier, Boryš Secký, Radek kašpar, Míra Barabáš, Lešek Semelka, Jan Holeček, Aram Delan a další...
Vydal sbírky básní Letadla a trumpety (1996) a K Honzíčkovi cesta (2008) a Archanděl a Gabriela (2014). Převážná část jeho básní vycházela v samizdatu mezi léty 1977–1989. 2 V roce 2015 vydal druhé autorské album – Smrti má, za účasti zajímavých hudebníků a interpretů: Roman Dragoun, Olda Krejčoves, Filip Benešovský, Norbi Kovács, Tomáš Kašpar, Martin Vokroj, Míra Nováček, Míla Nedomlel, Pavla Jonsson, Martin Němec, Dáša Součková, Elizabeth Ann Ruzicka, Jiří Wehle, Next Company, Roman Doležal a dalších. Výrazně se také podílel na prvním albu art-rockové skupiny Primátor Dittrich, s názvem Křídla (2015). V březnu 2016 vyšlo čtvrté sólové album Romana Dragouna s názvem Samota, které obsahuje z valné části texty Milana Prince.
V roce 2018 vydal výbor ze svých hudebních textů s názvem Šedesát a dvě nová alba, opět za účasti výtečných hudebníků (Olda Krejčoves, Roman Doležal, Michal Kubelka, Petr Hejna, Martin Vajgl, Ondra Klímek, Jiří Křivka, Roman Dragoun, Karel Vošta, Tomáš Kašpar...) s názvy "Pozdní hodina" a "Marion a Damiel". Křest alb proběhl 12. 5. 2018 v písecké Podčáře.
V roce 2022 vychází jeho první interpretační album s názvem "Svět v zádech", které produkoval skladatel, hudebník, zpěvák a producent Michal Kubelka. Nalezneme zde 4 skladby Oldřicha Janoty, dále Princovy texty s hudbou Martina Vokroje, Michala Kubelky a Václava Brauna. Jeden text je od Martina Vokroje - Strážní věž. Na desce nalezneme dva duety, s Martinem Vokrojem (Hamlet) a s Romanem Dragounem (Svět v zádech). 
28.10. 2024 vychází nové interpretační album Slepá důvěra. Album produkuje a z větší části i nahrál, smíchal a zmástroval Michal Kubelka. Titulní skladba Slepá důvěra se objevila jako klip v hitparádě TV Rebel. Mezi hudebními skladateli opět najdeme Martina Vokroje, Romana Dragouna, Oldu Krejčovse, Romana Doležala, Jirku Wehle nebo Ondru Klímka. 7 textů napsal Milan Princ, jeden Martin Vokroj a poslední dva jsou zhudebněné básně Ondřeje Koláře (Rudé šípky) a Konstantina Biebla (Hvězda).
Na pražské Konzervatoři Jaroslava Ježka studoval obor „tvorba textu a scénáře“ u Pavla Kopty, Ladislava Kantora a Jiřího Suchého.Počátkem tisíciletí psal několik let hudební recenze pro Česko - Slovenský, kulturně-politický týdeník "Mosty" a také pro hudební měsíčník jazzové a vážné hudby "Harmonie".